# ساوت‌وود
latitudeساوت‌وودlongitudeساوت‌وود
ساوت‌وود (به انگلیسی: Southwold) یک شهرک و fishing port در بریتانیا است که در Waveney واقع شده‌است.

## خصوصیات
ساوت‌وود ۸۰۰ نفر جمعیت دارد.